# Çağlayan, Uzundere
Çağlayan là một xã thuộc huyện Uzundere, tỉnh Erzurum, Thổ Nhĩ Kỳ. Dân số thời điểm năm 2011 là 343 người.